# تارائوسا
تارائوسا (بالبرتغالية: Tarauacá‏) هي بلدية تقع في البرازيل في أكري.[بحاجة لمصدر] يقدر عدد سكانها بـ 36,763 نسمة ومساحتها 15,553,430 كم2 وترتفع عن سطح البحر 168 مترا.

## المناخ
يظهر الجدول التالي التغييرات المناخية على مدار السنة لتارائوسا:
| البيانات المناخية لـتارائوسا                    | البيانات المناخية لـتارائوسا | البيانات المناخية لـتارائوسا | البيانات المناخية لـتارائوسا | البيانات المناخية لـتارائوسا | البيانات المناخية لـتارائوسا | البيانات المناخية لـتارائوسا | البيانات المناخية لـتارائوسا | البيانات المناخية لـتارائوسا | البيانات المناخية لـتارائوسا | البيانات المناخية لـتارائوسا | البيانات المناخية لـتارائوسا | البيانات المناخية لـتارائوسا | البيانات المناخية لـتارائوسا |
| الشهر                                           | يناير                        | فبراير                       | مارس                         | أبريل                        | مايو                         | يونيو                        | يوليو                        | أغسطس                        | سبتمبر                       | أكتوبر                       | نوفمبر                       | ديسمبر                       | المعدل السنوي                |
| ----------------------------------------------- | ---------------------------- | ---------------------------- | ---------------------------- | ---------------------------- | ---------------------------- | ---------------------------- | ---------------------------- | ---------------------------- | ---------------------------- | ---------------------------- | ---------------------------- | ---------------------------- | ---------------------------- |
| الدرجة القصوى °م (°ف)                           | 36.0 (96.8)                  | 35.9 (96.6)                  | 35.7 (96.3)                  | 36.6 (97.9)                  | 34.8 (94.6)                  | 35.2 (95.4)                  | 38.1 (100.6)                 | 37.2 (99.0)                  | 39.7 (103.5)                 | 37.9 (100.2)                 | 36.5 (97.7)                  | 36.5 (97.7)                  | 39.7 (103.5)                 |
| متوسط درجة الحرارة الكبرى °م (°ف)               | 31.1 (88.0)                  | 31.1 (88.0)                  | 31.3 (88.3)                  | 31.5 (88.7)                  | 30.9 (87.6)                  | 30.8 (87.4)                  | 31.8 (89.2)                  | 32.9 (91.2)                  | 33.2 (91.8)                  | 32.6 (90.7)                  | 31.8 (89.2)                  | 31.3 (88.3)                  | 31.7 (89.1)                  |
| المتوسط اليومي °م (°ف)                          | 25.8 (78.4)                  | 25.9 (78.6)                  | 26.0 (78.8)                  | 25.8 (78.4)                  | 25.2 (77.4)                  | 24.7 (76.5)                  | 24.6 (76.3)                  | 25.5 (77.9)                  | 26.0 (78.8)                  | 26.4 (79.5)                  | 26.1 (79.0)                  | 25.9 (78.6)                  | 25.7 (78.3)                  |
| متوسط درجة الحرارة الصغرى °م (°ف)               | 22.5 (72.5)                  | 22.4 (72.3)                  | 22.5 (72.5)                  | 22.2 (72.0)                  | 21.2 (70.2)                  | 20.0 (68.0)                  | 19.1 (66.4)                  | 19.5 (67.1)                  | 20.8 (69.4)                  | 22.0 (71.6)                  | 22.2 (72.0)                  | 22.5 (72.5)                  | 21.4 (70.5)                  |
| أدنى درجة حرارة °م (°ف)                         | 11.8 (53.2)                  | 17.2 (63.0)                  | 16.6 (61.9)                  | 14.0 (57.2)                  | 13.5 (56.3)                  | 10.2 (50.4)                  | 6.5 (43.7)                   | 9.7 (49.5)                   | 10.0 (50.0)                  | 2.2 (36.0)                   | 2.4 (36.3)                   | 17.8 (64.0)                  | 2.2 (36.0)                   |
| الهطول مم (إنش)                                 | 281.7 (11.09)                | 257.6 (10.14)                | 326.8 (12.87)                | 200.9 (7.91)                 | 135.9 (5.35)                 | 60.9 (2.40)                  | 48.7 (1.92)                  | 62.5 (2.46)                  | 112.0 (4.41)                 | 193.1 (7.60)                 | 262.3 (10.33)                | 270.5 (10.65)                | 2٬212٫9 (87.12)              |
| متوسط أيام هطول الأمطار (≥ 1.0 mm)              | 19                           | 17                           | 19                           | 15                           | 13                           | 7                            | 5                            | 6                            | 8                            | 14                           | 15                           | 19                           | 157                          |
| متوسط الرطوبة النسبية (%)                       | 87.1                         | 87.5                         | 88.0                         | 86.7                         | 86.2                         | 85.5                         | 82.4                         | 80.0                         | 80.4                         | 83.7                         | 86.1                         | 87.0                         | 85.1                         |
| ساعات سطوع الشمس الشهرية                        | 104.2                        | 87.3                         | 96.9                         | 122.6                        | 141.8                        | 155.5                        | 204.6                        | 187.0                        | 163.3                        | 159.2                        | 129.1                        | 104.7                        | 1٬656٫2                      |
| المصدر #1: Instituto Nacional de Meteorologia   |                              |                              |                              |                              |                              |                              |                              |                              |                              |                              |                              |                              |                              |
| المصدر #2: Meteo Climat (record highs and lows) |                              |                              |                              |                              |                              |                              |                              |                              |                              |                              |                              |                              |                              |